# アレクサンドル・クシャルスキ
アレクサンドル・クシャルスキ（ポーランド語: Alexander Kucharsky、Alexandre Kucharsky, 1741年3月18日 - 1819年11月5日）は、ポーランドの肖像画家。大人になってからはフランスに住み付いた。彼自身は作品に“Kucharsky”とサインしていたが、“Kucharski”という表記もよく使われる。フランスでは昔、Couaskiとも表記された。ポーランド語名はアレクサンデル・クハルスキ。

## 生涯
ワルシャワに生まれた。少年時代からポーランド・リトアニア共和国最後の国王、スタニスワフ・アウグスト・ポニャトフスキに仕えた。イタリア出身の画家、マルチェロ・バッキアレッリから絵を学び、1760年に国王の出資でパリへ渡り、1769年にかけて王立絵画彫刻アカデミーでジョゼフ＝マリー・ヴィアンやシャルル＝アメデー＝フィリップ・ヴァン・ローに学んだ。
ポーランド王はクシャルスキを歴史画家にさせるつもりだったが、本人が肖像画家になったためひいきをやめた。1776年から78年にかけルイ5世ジョゼフに仕えた。
クシャルスキはパステルや油絵を用いた上半身の肖像画を好んだが、ガッシュのときもあった。フランスやポーランドの貴族が主な顧客で、後にルイ15世とマリー・レクザンスカが結婚するとフランスの顧客が倍増した。
1789年にエリザベート＝ルイーズ・ヴィジェ＝ルブランのもとを発ち、マリー・アントワネット専属の画家となった。彼女や王室の子どもだけでなく、ランバル公妃マリー・ルイーズ、アルトワ伯（後のフランス王シャルル10世）、アルトワ伯爵夫人（マリー・テレーズ・ド・サルデーニュ）、エカチェリーナ2世の肖像も描いた。
ルイ17世など、激動の時代を生きたフランス王族の肖像画で最もよく知られる。最後の肖像画はマリー・アントワネットを描いた1793年のもので、2003年5月21日のオークションで売り払われた。フランス革命中も王室に対し忠誠を尽くした。引退後はルイ18世から賜ったパリ近郊のサント＝ペリーンの邸宅で余生を過ごした。
作品には“Kucharsky”と署名していた。

## 作品

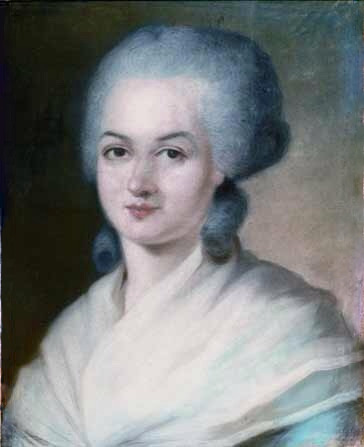
オランプ・ド・グージュ
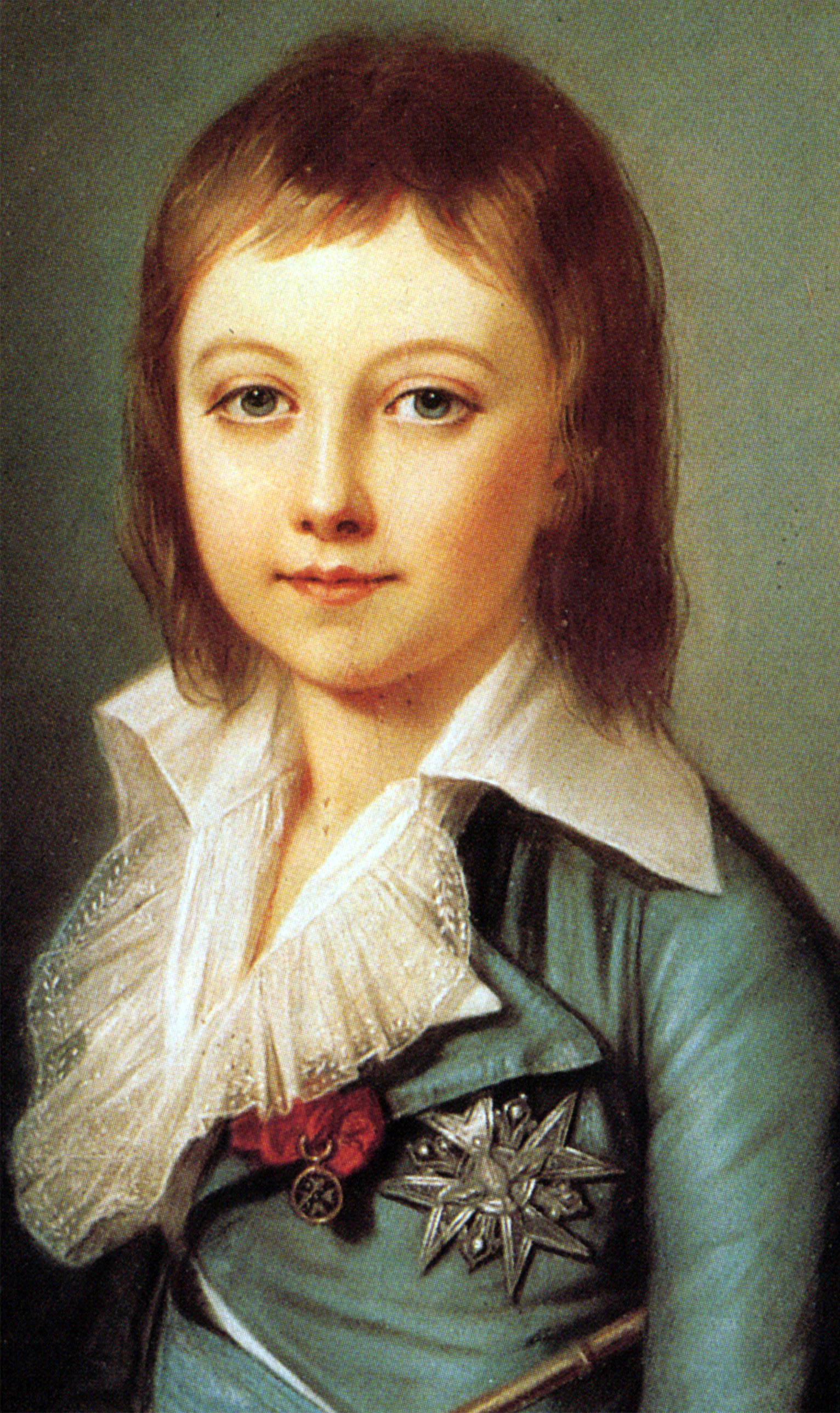
1789年のルイ・シャルル皇太子（ルイ17世）。現在はベルサイユ宮殿に展示されている
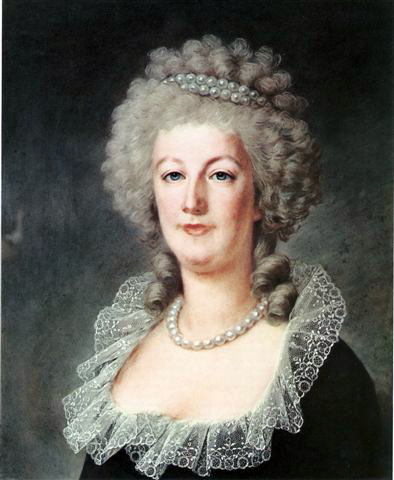
1790年ごろのマリー・アントワネット
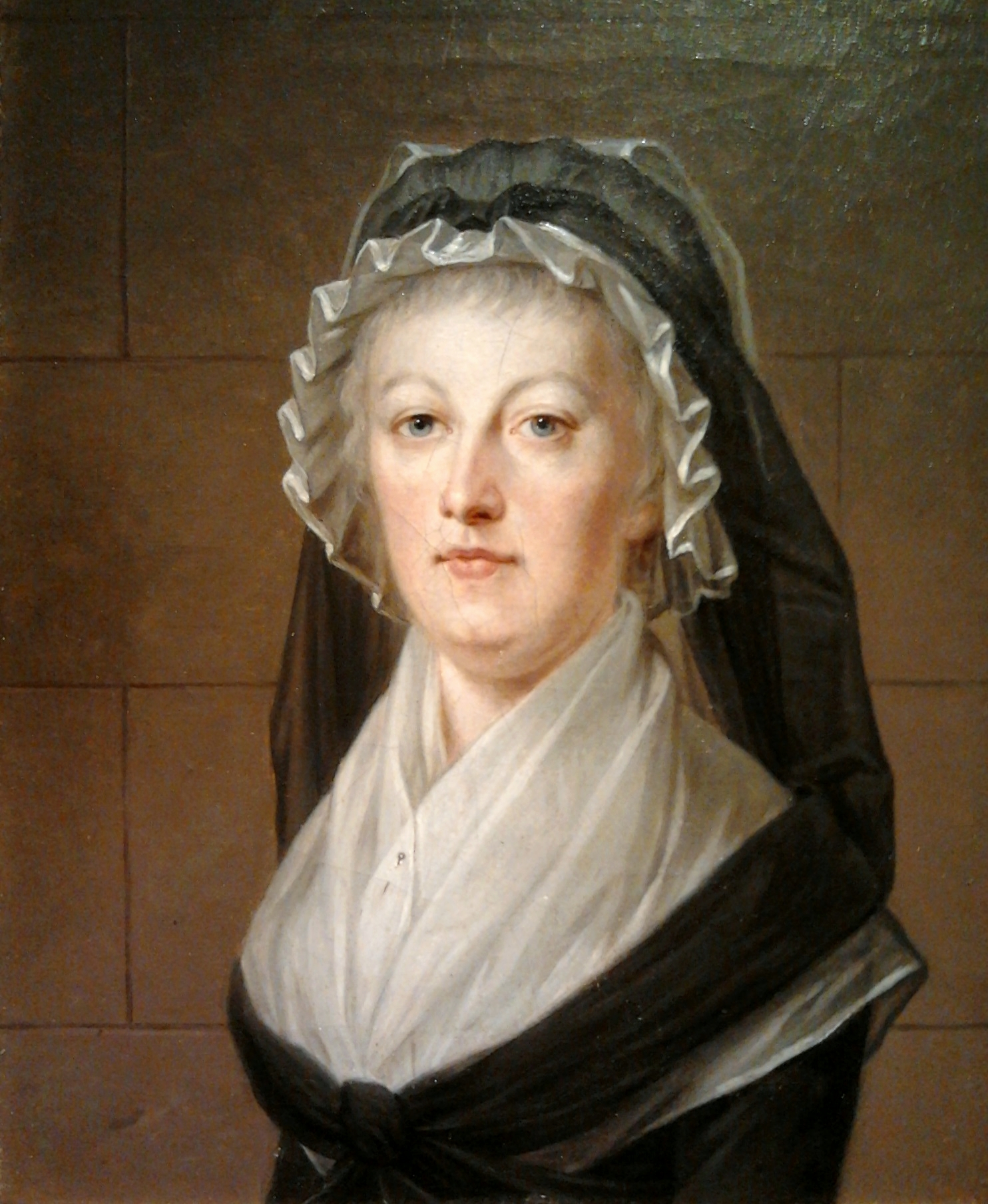
1793年の幽閉中のマリー・アントワネット
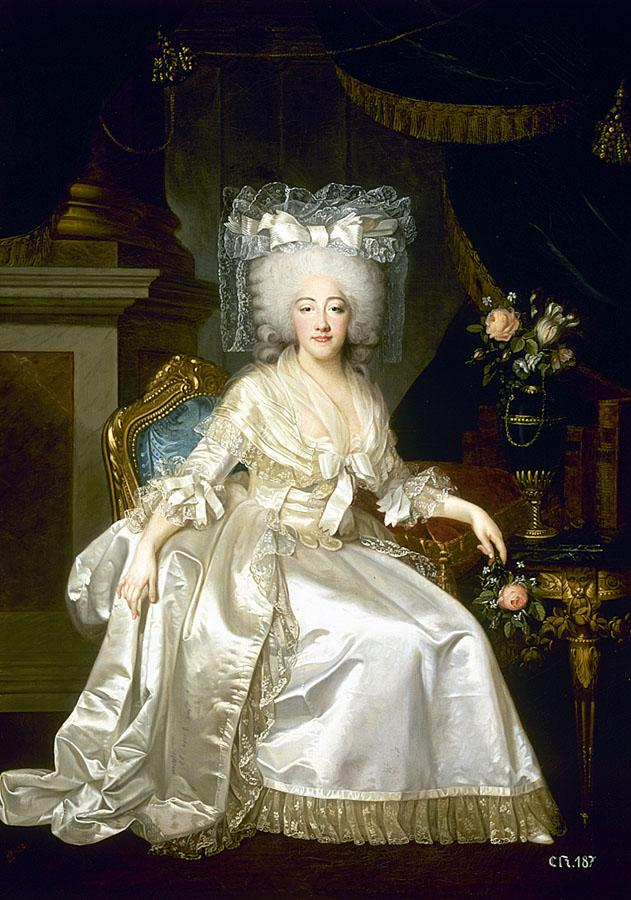
マリー・ジョゼフィーヌ・ド・サヴォワ
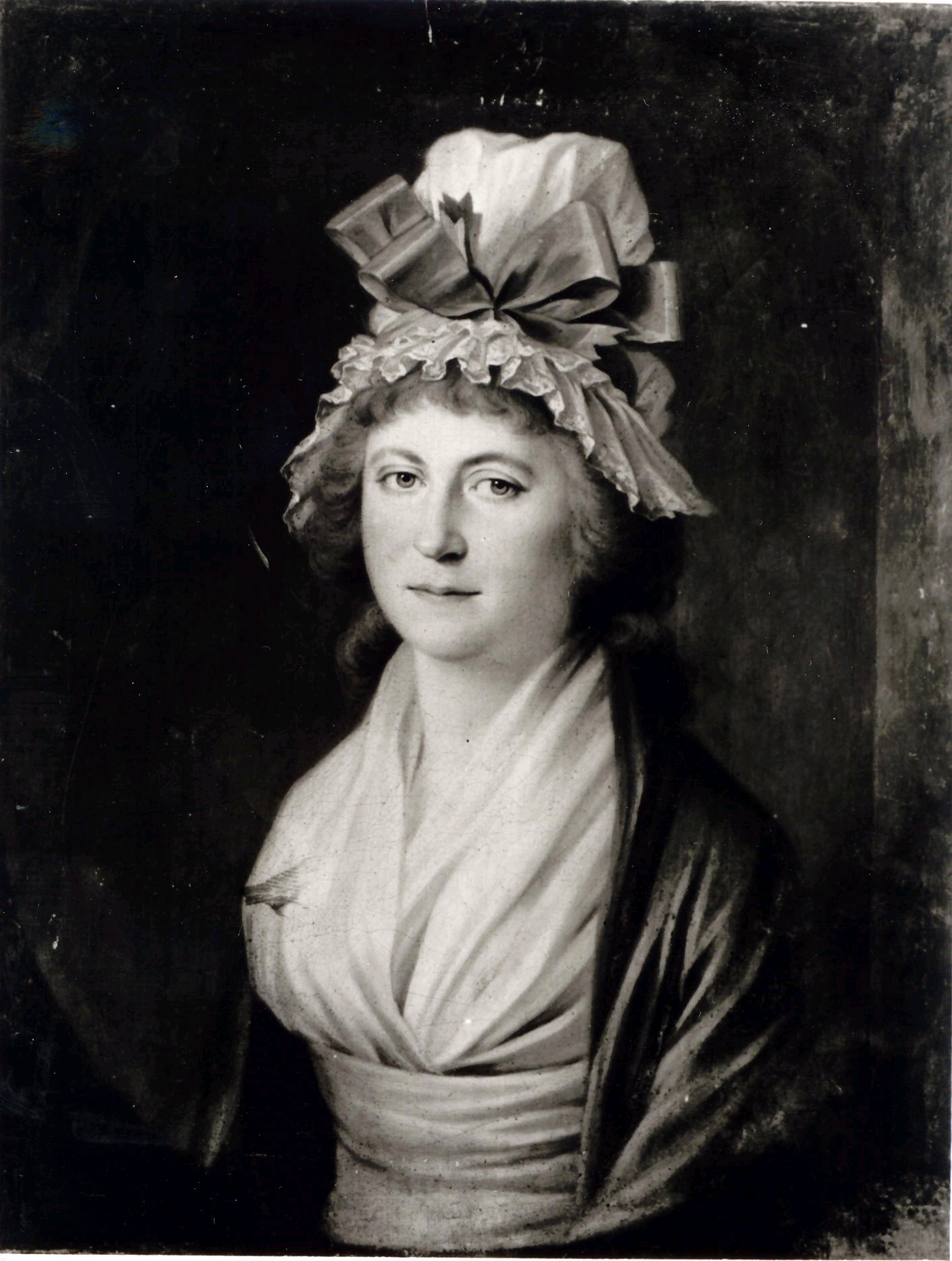
女性の肖像（第二次世界大戦で紛失）